# Notopeplum
Notopeplum is een geslacht van weekdieren uit de klasse van de Gastropoda (slakken).

## Soorten
- Notopeplum annulatum B. R. Wilson, 1972
- Notopeplum balcombense Finlay, 1930 †
- Notopeplum cossignanii Poppe, 1999
- Notopeplum politum (Tate, 1889) †
- Notopeplum raywalkeri H. Morrison, 2013
- Notopeplum saginatum Finlay, 1930 †
- Notopeplum translucidum (Verco, 1896)

### Synoniemen
- Notopeplum balcombensis Finlay, 1930 † => Notopeplum balcombense Finlay, 1930 †
- Notopeplum victoriense (Cossmann, 1899) † => Notopeplum politum (Tate, 1889) †